# Борча (футбольний клуб)
Футбольний клуб БСК Борча або просто Борча (серб. Фудбалски клуб БСК Борча) — професійний сербський футбольний клуб з передмістя Борча міста Белград. Футбольна команда є складовою частиною Спортивного Товариства БСК Борча, абревіатура «БСК» розшифровується як «Борчанський спортський клуб», тобто Спортивний клуб Борча.

## Досягнення
- Перша ліга чемпіонату Сербії з футболу
  -  Чемпіон (1): 2008/09

- Сербська ліга Белграда
  -  Чемпіон (1): 2005/06

## Склад команди
Станом на 24 серпня 2016
| № | Поз. | Нац.                 | Гравець              |
| - | ---- | -------------------- | -------------------- |
|   | ВР   | Боснія і Герцеговина | Славиша Богданович   |
|   | ВР   | Сербія               | Матія Шегавац        |
|   | ВР   | Сербія               | Бобан Лазович        |
|   | ЗХ   | Сербія               | Златко Ілічич        |
|   | ЗХ   | Сербія               | Душан Грбич          |
|   | ЗХ   | Сербія               | Нікола Тодорович     |
|   | ЗХ   | Сербія               | Мирослав Радак       |
|   | ЗХ   | Сербія               | Марко Маринкович     |
|   | ЗХ   | Сербія               | Александар Цветкович |
|   | ЗХ   | Сербія               | Стефан Савич         |
|   | ЗХ   | Сербія               | Душан Плавшич        |
|   | ЗХ   | Сербія               | Желько Антонієвич    |
|   | ПЗ   | Сербія               | Мілан Йокич          |
|   | ПЗ   | Сербія               | Данко Кикович        |
|   | ПЗ   | Сербія               | Дімітріє Побулич     |

| № | Поз. | Нац.           | Гравець             |
| - | ---- | -------------- | ------------------- |
|   | ПЗ   | Сербія         | Стефан Дабич        |
|   | ПЗ   | Сербія         | Лука Янкович        |
|   | ПЗ   | Чорногорія     | Ілія Лалевич        |
|   | ПЗ   | Південна Корея | Юн Сан Юнг          |
|   | ПЗ   | Сербія         | Неманья Милованович |
|   | ПЗ   | Сербія         | Дін Тишма           |
|   | ПЗ   | Сербія         | Лазар Митрович      |
|   | ПЗ   | Сербія         | Стефан С.Трипкович  |
|   | НП   | Сербія         | Стефан Д.Трипкович  |
|   | НП   | Сербія         | Мілош Джугурдич     |
|   | НП   | Нігерія        | Еммануель Уде       |
|   | НП   | Сербія         | Желько Жараджанин   |
|   | НП   | Сербія         | Станко Жимирич      |
|   | НП   | Сербія         | Войкан Сарайлин     |
|   | НП   | Сербія         | Душан Вуядинович    |

## Відомі гравці
Щоб потрапити до цього розділу гравець має відповідати принаймні одному з нижче вказаних критеріїв:
- Зіграти принаймні 80 матчів у футболці клубу.
- Протягом виступів за клуб встановити клубний рекорд або виграти індивідуальну нагороду.
- Зіграти принаймні один матч у футболці національної збірної протягом своєї ігрової кар'єри.[1]
- Небойша Пеїч
- Борислав Топич
- Никола Василевич
- Александар Джукич
- Зоран Кнежевич
- Предраг Лазич
- Новак Мартинович
- Владимир Марич
- Митар Новакович
- Стефан Савич
- Владимир Волков

## Відомі тренери
- Зоран Милинкович (2005 – червень 2008)
- Величко Капланович (липень 2008 – червень 2009)
- Шефки Арифовський (липень 2009 – квітень 2010)
- Срджан Василевич (липень 2010 – вересень 2010)
- Миодраг Раданович (липень 2010 – вересень 2010)
- Миленко Кикович (вересень 2010 – червень 2011)
- Саша Міланович (липень 2011 – січень 2012)
- Величко Капланович (січень 2012 – червень 2012)
- Горан Милоєвич (липень 2012 – січень 2013)
- Небойша Милошевич (січень 2013 – теп.час)